# ريكاردو بيرنال
ريكاردو بيرنال (بالإسبانية: Ricardo Bernal)‏ هو مغني ومغني أوبرا مكسيكي، ولد في 30 مارس 1970 في مدينة مكسيكو في المكسيك.